# Křižánecká koruna

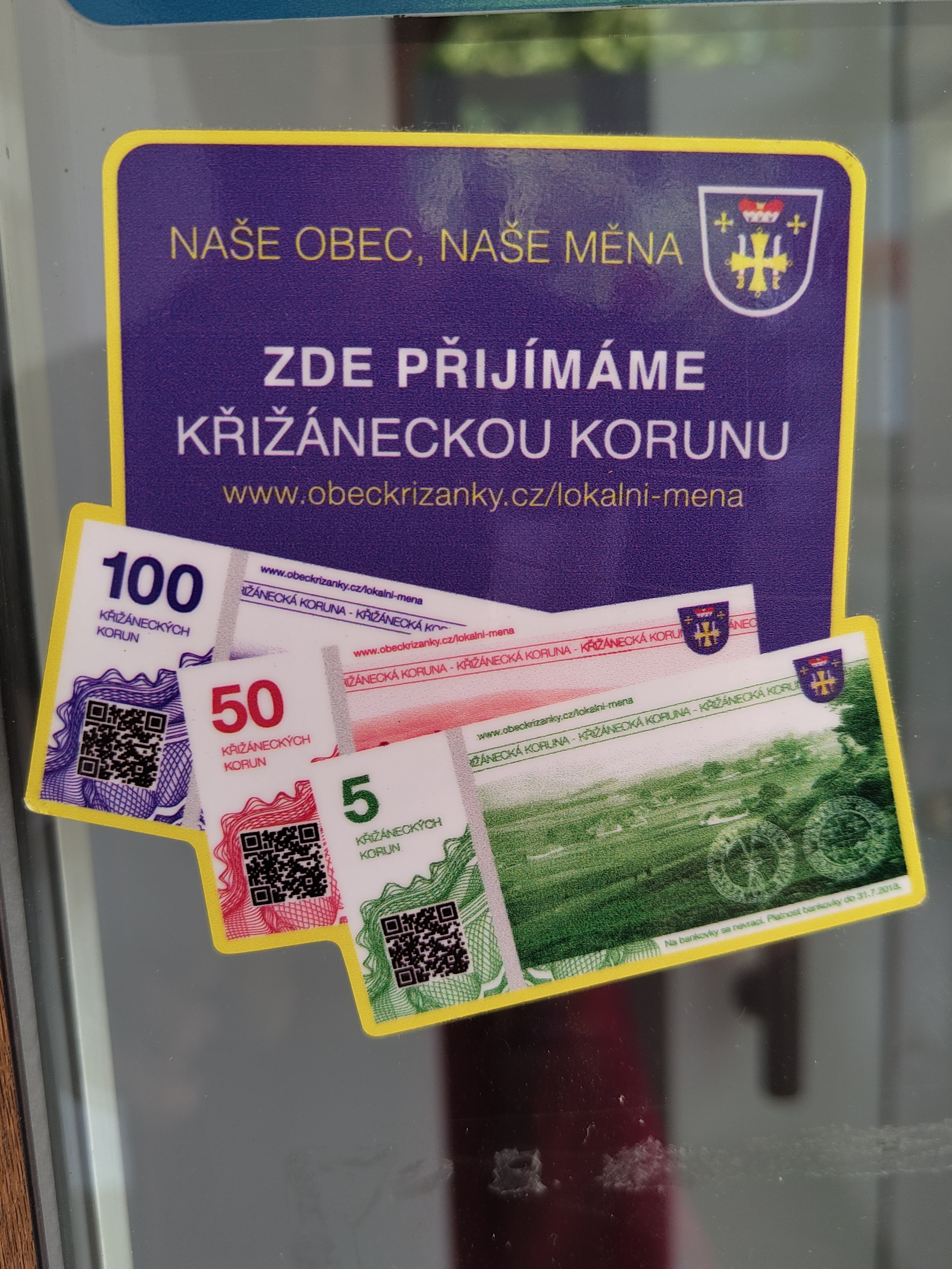
Označení místa přijímající bankovky lokální měny Křižánecké koruny na dveřích obecního úřadu Křižánky

Křižánecká koruna je lokální měna, kterou zavedla v roce 2017 obec Křižánky v okrese Žďár nad Sázavou, o 370 trvalých obyvatelích. Přestože v rámci propagace je nazývána měnou a bankovkami, obec ji popisuje zároveň jako ceninu, která je svou hodnotou v poměru 1:1 ke Koruně české, a tři typy poukázek (v hodnotách 5, 50 a 100 Kk) sice označuje za bankovky, ale zároveň deklaruje, že se nejedná o bankovky ve smyslu § 12 zákona o České národní bance. Měna je označována též za turistickou zajímavost a reklamu pro obec a počítá se i s tím, že si ji lidé budou kupovat jako suvenýry – mince této měny jsou vydávány pouze jako pamětní medaile a k platbám nejsou používány. O místní měnu se stará obchodní společnost patřící obci.

## Okolnosti zavedení
Lokální měna byla zavedena v návaznosti na Strategický plán rozvoje obce a na Plán zlepšování pro rok 2017 s cílem podpořit ekonomické subjekty v obci, v souvislosti se zvýšením koeficientu daně z nemovitostí na trojnásobek jako způsob, jak místním navýšení daně kompenzovat a zároveň podpořit ekonomiku v obci.
Daň z nemovitostí byla zvýšena na dvojnásobek až trojnásobek v případě zastavěných ploch a staveb. Kompenzace v lokální měně je vyplácena pouze majitelům trvale osídlených budov, avšak přes 200 chalup v obci z celkových 350 patří rekreantům. Vedení obce mimo jiné doufalo, že některé z nich to přiměje k tomu, aby se v obci přihlásili k trvalému pobytu. Podle počtu osob s trvalým pobytem stát určuje, kolik obec získá v rámci rozpočtového určení daní, a proto se obec rozhodla jim to vynahradit, z rekreantů naopak chce získat více peněz, protože „jinak obci nic nepřinášejí“. Opatření má pomoci proti vylidňování, které je obecným problémem Vysočiny a zejména jejích venkovských oblastí.
Inspiraci našla obec v nejmenované obci v Rakousku. O jiné obci v Česku s lokální měnou starosta nevěděl.

## Bankovky a pamětní medaile
Tři typy bankovek této lokální měny (5, 50 a 100 kk) jsou vydávány s časově omezenou dobou platnosti v odlišných emisích. V první emisi, platné do platné do 31. července 2018, byly vydány bankovky v barvách zelené, fialovočervené a modrofialové (v uvedeném pořadí hodnot). V emisi platné do 31. července 2019 pak v převažující barvě světle hnědé, modrozelené a tmavohnědé. Motivem bankovek jsou skály v okolí obce. Po uplynutí platnosti je není možné používat jako platidlo a zcela ztrácejí svoji hodnotu.
Každá emise byla vydána v celkové hodnotě 150 tisíc korun, náklady na emisi jsou 20 tisíc Kč. V první emisi vydané množství postačilo, ve druhé emisi bylo vydáno stejné množství s tím, že pokud by nestačily, další by se dotiskly. Zvýšením daně z nemovitostí obec získala za rok 2017 navíc 700 000 Kč, z toho největší část od Lesů České republiky.
Bankovky mají čtyři ochranné prvky proti padělání:
- holografický pásek
- tisk na ceninovém papíru
- vodotisk
- unikátní číslo každé bankovky

Současně obec vydala dva druhy pamětních medailí v hodnotě 5 Křižáneckých korun, které mají na jedné straně vyobrazenou kapličku s textem 5 Křižáneckých korun a na druhé straně je vyobrazena v jedné variantě pečeť obce České Křižánky a ve druhé variantě pečeť obce Moravské Křižánky. Tyto pamětní medaile napodobující mince však nejsou určené pro platbu, ale jen jako upomínkový předmět.

## Distribuce
Bankovky lokální měny i pamětní medaile je možné zakoupit v obecní kavárně, v kanceláři obecního úřadu a kanceláři vzdělávacího centra Křižánky. Měnu lze koupit také na online tržišti Aukro.
Majitelé trvale obydlených domů v obci dostávají v lokální měně náhradu ve výši dvou třetin vybrané daně z nemovitostí, což ovšem na obecní stránce o lokální měně není zmíněno. Od roku 2018 obec rekreantům v místní měně vrací i třetinu z ubytovacího poplatku. V popisu projektu označuje obec tyto příspěvky jako dary.
Dále je měna distribuována jako ocenění v soutěžích či za odvedenou brigádnickou práci pro obec. Například v říjnu 2017 byli Křižáneckými korunami odměňováni účastníci druhého ročníku soutěže o nejzajímavější pokrm z brambor, která se konala v křižánecké kavárně – v předchozím ročníku obdrželi vítězové poukázky pouze ke konzumaci v kavárně.
Obec připravuje grantový program proplácený formou místní měny a hledá řešení pro proplacení části smluvní ceny za dílo místní měnou u zakázek malého rozsahu soutěžených obcí.

## Použití
Těmito bankovkami lze podle obecního webu platit na pěti vyjmenovaných místech:
- prodejna smíšeného zboží Dana Housková
- kadeřnictví Dana Zobačová
- obecní kavárna
- vzdělávací centrum Křižánky
- obecní úřad Křižánky

Tato místa jsou označena stanoveným symbolem, grafikou přibližně čtvercového tvaru, na níž je uvedeno „Naše obec, naše měna“, „Zde přijímáme Křižáneckou korunu“, znak obce, odkaz na příslušnou podstránku obecního webu a vyobrazení všech tří typů bankovek.
Místní měnou však lidé prý platili už i za štěrk u stavební firmy nebo za tele v zemědělském družstvu.
Na bankovky lokální měny se nevrací.

## Právní hodnocení
Starosta Jan Sedláček uvedl, že tato měna je klasicky cenina a že si obec k tomu nechávala dělat právní analýzy, jakým způsobem postupovat.
Zdeněk Vojtěch z ministerstva financí k tomu 9. července 2018 Českému rozhlasu řekl, že přijímání lokální měny na určitém území nesmí omezovat přijímání zákonné měny a není-li mezi subjekty dohodnuto jinak, pak není možné odmítnout plnění v českých korunách.
Podle Českého rozhlasu zákon nezakazuje provozovat vlastní měnu.
Obec na svém webu bez bližšího právního zdůvodnění uvádí, že padělání Křižánecké koruny je dle právního řádu ČR trestné.